# Aenictus mauritanicus
Aenictus mauritanicus é uma espécie de formiga do gênero Aenictus.